# カリスマ大学
カリスマ大学（Charisma University、CU）は、イギリスの海外領土であるタークス・カイコス諸島 (TCI) にある学術機関である。 タークス・カイコス諸島の教育・労働・雇用・顧客サービス省によって認められた非営利機関で、100名を超える教員がさまざまな分野の学部、大学院、大学院の認定学位プログラムを特に社会人学習・オンライン学習専門で提供している。
（CARI：Center for Advanced Research and Innovation）は、カリスマ大学の後援の下、独立した組織として設立された。 このセンターは、人文科学、社会科学、技術分野のさまざまな分野の高等研究のための施設を提供し、国内外の学術、研究、研修機関、シンクタンク組織との交流プログラムを確立し、促進することも目的としている。
カリスマ大学は、米国教育評議会 (ACE: American Council on Education) の機関会員であり、ACE は国際大学協会 (IAU: International Association of Universities) の会員である。
また、教育の国際的な品質保証に対する理解を促進し、世界中の国際的な認定機関を通じて質の高い高等教育を推進する高等教育認定評議会（CHEA: Council for Higher Education Accreditation） 国際品質グループ (CIQG) のメンバーである。

## 認定
カリスマ大学は、タークス・カイコス諸島の教育・労働・雇用・顧客サービス省により、準学士号、学士号、修士号、博士号および証明書プログラムの学位授与機関として認定されている。 教育・労働・雇用・顧客サービス省は、高等教育認定評議会 (CHEA：Council for Higher Education Accreditation) により認定されている。
またACBSPによる認定も受けている。 ACBSP は、世界中の準学士、学士号、修士号、博士号レベルでビジネス、会計、およびビジネス関連のプログラムを認定しており、高等教育認定評議会 (CHEA) によって認められている。
カリスマ大学は、認定・認証・品質保証協会 (ACQUIN) によって認定されている。
カリスマ大学は欧州高等教育品質保証登録簿 (EQAR：European Association for Quality Assurance in Higher Education) に登録されている。EQARは、欧州高等教育品質保証協会 (ENQA) および欧州高等教育地域 (EHEA：European Higher Education Area) の QAA に公式に登録されており、ESG に実質的に準拠していることを示している。

## 学部・大学院・研究所
カリスマ大学は現在、以下の 6 つの学部で 40 以上の学位プログラムと 3 つの大学院修了証を提供している。
- ビジネス学
- 教育学
- 法学
- 哲学及び宗教学
- 心理行動科学
- 健康科学

## 大学ランキング
カリスマ大学は、2019年にKnowledge Review Magazine によりカリブ海諸島のベスト 10 大学の 1 つとして選ばれた。
また、THE世界大学ランキングの「インパクト・ランキング：質の高い教育2021」で801位以上にランクされている。

## 日本での学位取得
カリスマ大学のプログラムは遠隔教育可能で、日本からでも入学・卒業が可能。また、特にMBAについては株式会社mt.Career経由で取得することもできる。